# Ligue des champions masculine de l'EHF 1995-1996
Navigation
Ligue des champions 1994-1995 Ligue des champions 1996-1997
La saison 1995-1996 de la Ligue des champions masculine de l'EHF met aux prises 32 équipes européennes. Il s’agit de la 36e édition de la compétition, anciennement Coupe d'Europe des clubs champions, organisée par l'EHF.
La compétition est remportée pour la 2e fois par le club espagnol du FC Barcelone aux dépens d'un autre club espagnol, le CD Bidasoa Irún, tenant du titre.

## Participants
| Deuxième tour (29) | Deuxième tour (29) | Deuxième tour (29) | Deuxième tour (29) | Deuxième tour (29) | Deuxième tour (29) | Deuxième tour (29) | Deuxième tour (29) | Deuxième tour (29) | Deuxième tour (29) | Deuxième tour (29) | Deuxième tour (29) | Deuxième tour (29) | Deuxième tour (29) | Deuxième tour (29) | Deuxième tour (29) | Deuxième tour (29) | Deuxième tour (29) | Deuxième tour (29) | Deuxième tour (29) | Deuxième tour (29) | Deuxième tour (29) | Deuxième tour (29) | Deuxième tour (29) | Deuxième tour (29) | Deuxième tour (29) | Deuxième tour (29) | Deuxième tour (29) | Deuxième tour (29) | Deuxième tour (29) |
| --- | --- | --- | --- | --- | --- | --- | --- | --- | --- | --- | --- | --- | --- | --- | --- | --- | --- | --- | --- | --- | --- | --- | --- | --- | --- | --- | --- | --- | --- |
| - CD Bidasoa : tenant du titre - THW Kiel : champion d'Allemagne - ASKÖ Linde Linz : Champion d'Autriche - Initia HC Hasselt : Champion de Belgique - SKA Minsk : Champion de Biélorussie - HC Lyulin Sofia: Champion de Bulgarie - RK Badel 1862 Zagreb : Champion de Croatie - GO Gudme : Champion du Danemark - FC Barcelone : Vice-champion d'Espagne - BK-46 Karis : Champion de Finlande - Montpellier Handball : champion de France - AS Fílippos Véria : champion de Grèce - Fotex Veszprém SE : champion de Hongrie - Valur Reykjavik : champion d'Islande - Hapoël Rishon LeZion : Champion d'Israël | - CD Bidasoa : tenant du titre - THW Kiel : champion d'Allemagne - ASKÖ Linde Linz : Champion d'Autriche - Initia HC Hasselt : Champion de Belgique - SKA Minsk : Champion de Biélorussie - HC Lyulin Sofia: Champion de Bulgarie - RK Badel 1862 Zagreb : Champion de Croatie - GO Gudme : Champion du Danemark - FC Barcelone : Vice-champion d'Espagne - BK-46 Karis : Champion de Finlande - Montpellier Handball : champion de France - AS Fílippos Véria : champion de Grèce - Fotex Veszprém SE : champion de Hongrie - Valur Reykjavik : champion d'Islande - Hapoël Rishon LeZion : Champion d'Israël | - CD Bidasoa : tenant du titre - THW Kiel : champion d'Allemagne - ASKÖ Linde Linz : Champion d'Autriche - Initia HC Hasselt : Champion de Belgique - SKA Minsk : Champion de Biélorussie - HC Lyulin Sofia: Champion de Bulgarie - RK Badel 1862 Zagreb : Champion de Croatie - GO Gudme : Champion du Danemark - FC Barcelone : Vice-champion d'Espagne - BK-46 Karis : Champion de Finlande - Montpellier Handball : champion de France - AS Fílippos Véria : champion de Grèce - Fotex Veszprém SE : champion de Hongrie - Valur Reykjavik : champion d'Islande - Hapoël Rishon LeZion : Champion d'Israël | - CD Bidasoa : tenant du titre - THW Kiel : champion d'Allemagne - ASKÖ Linde Linz : Champion d'Autriche - Initia HC Hasselt : Champion de Belgique - SKA Minsk : Champion de Biélorussie - HC Lyulin Sofia: Champion de Bulgarie - RK Badel 1862 Zagreb : Champion de Croatie - GO Gudme : Champion du Danemark - FC Barcelone : Vice-champion d'Espagne - BK-46 Karis : Champion de Finlande - Montpellier Handball : champion de France - AS Fílippos Véria : champion de Grèce - Fotex Veszprém SE : champion de Hongrie - Valur Reykjavik : champion d'Islande - Hapoël Rishon LeZion : Champion d'Israël | - CD Bidasoa : tenant du titre - THW Kiel : champion d'Allemagne - ASKÖ Linde Linz : Champion d'Autriche - Initia HC Hasselt : Champion de Belgique - SKA Minsk : Champion de Biélorussie - HC Lyulin Sofia: Champion de Bulgarie - RK Badel 1862 Zagreb : Champion de Croatie - GO Gudme : Champion du Danemark - FC Barcelone : Vice-champion d'Espagne - BK-46 Karis : Champion de Finlande - Montpellier Handball : champion de France - AS Fílippos Véria : champion de Grèce - Fotex Veszprém SE : champion de Hongrie - Valur Reykjavik : champion d'Islande - Hapoël Rishon LeZion : Champion d'Israël | - CD Bidasoa : tenant du titre - THW Kiel : champion d'Allemagne - ASKÖ Linde Linz : Champion d'Autriche - Initia HC Hasselt : Champion de Belgique - SKA Minsk : Champion de Biélorussie - HC Lyulin Sofia: Champion de Bulgarie - RK Badel 1862 Zagreb : Champion de Croatie - GO Gudme : Champion du Danemark - FC Barcelone : Vice-champion d'Espagne - BK-46 Karis : Champion de Finlande - Montpellier Handball : champion de France - AS Fílippos Véria : champion de Grèce - Fotex Veszprém SE : champion de Hongrie - Valur Reykjavik : champion d'Islande - Hapoël Rishon LeZion : Champion d'Israël | - CD Bidasoa : tenant du titre - THW Kiel : champion d'Allemagne - ASKÖ Linde Linz : Champion d'Autriche - Initia HC Hasselt : Champion de Belgique - SKA Minsk : Champion de Biélorussie - HC Lyulin Sofia: Champion de Bulgarie - RK Badel 1862 Zagreb : Champion de Croatie - GO Gudme : Champion du Danemark - FC Barcelone : Vice-champion d'Espagne - BK-46 Karis : Champion de Finlande - Montpellier Handball : champion de France - AS Fílippos Véria : champion de Grèce - Fotex Veszprém SE : champion de Hongrie - Valur Reykjavik : champion d'Islande - Hapoël Rishon LeZion : Champion d'Israël | - CD Bidasoa : tenant du titre - THW Kiel : champion d'Allemagne - ASKÖ Linde Linz : Champion d'Autriche - Initia HC Hasselt : Champion de Belgique - SKA Minsk : Champion de Biélorussie - HC Lyulin Sofia: Champion de Bulgarie - RK Badel 1862 Zagreb : Champion de Croatie - GO Gudme : Champion du Danemark - FC Barcelone : Vice-champion d'Espagne - BK-46 Karis : Champion de Finlande - Montpellier Handball : champion de France - AS Fílippos Véria : champion de Grèce - Fotex Veszprém SE : champion de Hongrie - Valur Reykjavik : champion d'Islande - Hapoël Rishon LeZion : Champion d'Israël | - CD Bidasoa : tenant du titre - THW Kiel : champion d'Allemagne - ASKÖ Linde Linz : Champion d'Autriche - Initia HC Hasselt : Champion de Belgique - SKA Minsk : Champion de Biélorussie - HC Lyulin Sofia: Champion de Bulgarie - RK Badel 1862 Zagreb : Champion de Croatie - GO Gudme : Champion du Danemark - FC Barcelone : Vice-champion d'Espagne - BK-46 Karis : Champion de Finlande - Montpellier Handball : champion de France - AS Fílippos Véria : champion de Grèce - Fotex Veszprém SE : champion de Hongrie - Valur Reykjavik : champion d'Islande - Hapoël Rishon LeZion : Champion d'Israël | - CD Bidasoa : tenant du titre - THW Kiel : champion d'Allemagne - ASKÖ Linde Linz : Champion d'Autriche - Initia HC Hasselt : Champion de Belgique - SKA Minsk : Champion de Biélorussie - HC Lyulin Sofia: Champion de Bulgarie - RK Badel 1862 Zagreb : Champion de Croatie - GO Gudme : Champion du Danemark - FC Barcelone : Vice-champion d'Espagne - BK-46 Karis : Champion de Finlande - Montpellier Handball : champion de France - AS Fílippos Véria : champion de Grèce - Fotex Veszprém SE : champion de Hongrie - Valur Reykjavik : champion d'Islande - Hapoël Rishon LeZion : Champion d'Israël | - CD Bidasoa : tenant du titre - THW Kiel : champion d'Allemagne - ASKÖ Linde Linz : Champion d'Autriche - Initia HC Hasselt : Champion de Belgique - SKA Minsk : Champion de Biélorussie - HC Lyulin Sofia: Champion de Bulgarie - RK Badel 1862 Zagreb : Champion de Croatie - GO Gudme : Champion du Danemark - FC Barcelone : Vice-champion d'Espagne - BK-46 Karis : Champion de Finlande - Montpellier Handball : champion de France - AS Fílippos Véria : champion de Grèce - Fotex Veszprém SE : champion de Hongrie - Valur Reykjavik : champion d'Islande - Hapoël Rishon LeZion : Champion d'Israël | - CD Bidasoa : tenant du titre - THW Kiel : champion d'Allemagne - ASKÖ Linde Linz : Champion d'Autriche - Initia HC Hasselt : Champion de Belgique - SKA Minsk : Champion de Biélorussie - HC Lyulin Sofia: Champion de Bulgarie - RK Badel 1862 Zagreb : Champion de Croatie - GO Gudme : Champion du Danemark - FC Barcelone : Vice-champion d'Espagne - BK-46 Karis : Champion de Finlande - Montpellier Handball : champion de France - AS Fílippos Véria : champion de Grèce - Fotex Veszprém SE : champion de Hongrie - Valur Reykjavik : champion d'Islande - Hapoël Rishon LeZion : Champion d'Israël | - CD Bidasoa : tenant du titre - THW Kiel : champion d'Allemagne - ASKÖ Linde Linz : Champion d'Autriche - Initia HC Hasselt : Champion de Belgique - SKA Minsk : Champion de Biélorussie - HC Lyulin Sofia: Champion de Bulgarie - RK Badel 1862 Zagreb : Champion de Croatie - GO Gudme : Champion du Danemark - FC Barcelone : Vice-champion d'Espagne - BK-46 Karis : Champion de Finlande - Montpellier Handball : champion de France - AS Fílippos Véria : champion de Grèce - Fotex Veszprém SE : champion de Hongrie - Valur Reykjavik : champion d'Islande - Hapoël Rishon LeZion : Champion d'Israël | - CD Bidasoa : tenant du titre - THW Kiel : champion d'Allemagne - ASKÖ Linde Linz : Champion d'Autriche - Initia HC Hasselt : Champion de Belgique - SKA Minsk : Champion de Biélorussie - HC Lyulin Sofia: Champion de Bulgarie - RK Badel 1862 Zagreb : Champion de Croatie - GO Gudme : Champion du Danemark - FC Barcelone : Vice-champion d'Espagne - BK-46 Karis : Champion de Finlande - Montpellier Handball : champion de France - AS Fílippos Véria : champion de Grèce - Fotex Veszprém SE : champion de Hongrie - Valur Reykjavik : champion d'Islande - Hapoël Rishon LeZion : Champion d'Israël | - CD Bidasoa : tenant du titre - THW Kiel : champion d'Allemagne - ASKÖ Linde Linz : Champion d'Autriche - Initia HC Hasselt : Champion de Belgique - SKA Minsk : Champion de Biélorussie - HC Lyulin Sofia: Champion de Bulgarie - RK Badel 1862 Zagreb : Champion de Croatie - GO Gudme : Champion du Danemark - FC Barcelone : Vice-champion d'Espagne - BK-46 Karis : Champion de Finlande - Montpellier Handball : champion de France - AS Fílippos Véria : champion de Grèce - Fotex Veszprém SE : champion de Hongrie - Valur Reykjavik : champion d'Islande - Hapoël Rishon LeZion : Champion d'Israël | - Principe Trieste : Champion d'Italie - HC Granitas Kaunas : Champion de Lituanie - HC Berchem : Champion du Luxembourg - IL Runar : Champion de Norvège - HV Aalsmeer : Vice-champion des Pays-Bas - Petrochemia Płock : Champion de Pologne - ABC Braga : Champion du Portugal - CSKA Moscou : Champion de Russie - RK Celje Pivovarna Laško : champion de Slovénie - Redbergslids IK : Champion de Suède - Pfadi Winterthur : Champion de Suisse - Dukla Prague : Champion de République tchèque - Çankaya Belediye SK : Champion de Turquie - ZTR Zaporijia : Champion d'Ukraine | - Principe Trieste : Champion d'Italie - HC Granitas Kaunas : Champion de Lituanie - HC Berchem : Champion du Luxembourg - IL Runar : Champion de Norvège - HV Aalsmeer : Vice-champion des Pays-Bas - Petrochemia Płock : Champion de Pologne - ABC Braga : Champion du Portugal - CSKA Moscou : Champion de Russie - RK Celje Pivovarna Laško : champion de Slovénie - Redbergslids IK : Champion de Suède - Pfadi Winterthur : Champion de Suisse - Dukla Prague : Champion de République tchèque - Çankaya Belediye SK : Champion de Turquie - ZTR Zaporijia : Champion d'Ukraine | - Principe Trieste : Champion d'Italie - HC Granitas Kaunas : Champion de Lituanie - HC Berchem : Champion du Luxembourg - IL Runar : Champion de Norvège - HV Aalsmeer : Vice-champion des Pays-Bas - Petrochemia Płock : Champion de Pologne - ABC Braga : Champion du Portugal - CSKA Moscou : Champion de Russie - RK Celje Pivovarna Laško : champion de Slovénie - Redbergslids IK : Champion de Suède - Pfadi Winterthur : Champion de Suisse - Dukla Prague : Champion de République tchèque - Çankaya Belediye SK : Champion de Turquie - ZTR Zaporijia : Champion d'Ukraine | - Principe Trieste : Champion d'Italie - HC Granitas Kaunas : Champion de Lituanie - HC Berchem : Champion du Luxembourg - IL Runar : Champion de Norvège - HV Aalsmeer : Vice-champion des Pays-Bas - Petrochemia Płock : Champion de Pologne - ABC Braga : Champion du Portugal - CSKA Moscou : Champion de Russie - RK Celje Pivovarna Laško : champion de Slovénie - Redbergslids IK : Champion de Suède - Pfadi Winterthur : Champion de Suisse - Dukla Prague : Champion de République tchèque - Çankaya Belediye SK : Champion de Turquie - ZTR Zaporijia : Champion d'Ukraine | - Principe Trieste : Champion d'Italie - HC Granitas Kaunas : Champion de Lituanie - HC Berchem : Champion du Luxembourg - IL Runar : Champion de Norvège - HV Aalsmeer : Vice-champion des Pays-Bas - Petrochemia Płock : Champion de Pologne - ABC Braga : Champion du Portugal - CSKA Moscou : Champion de Russie - RK Celje Pivovarna Laško : champion de Slovénie - Redbergslids IK : Champion de Suède - Pfadi Winterthur : Champion de Suisse - Dukla Prague : Champion de République tchèque - Çankaya Belediye SK : Champion de Turquie - ZTR Zaporijia : Champion d'Ukraine | - Principe Trieste : Champion d'Italie - HC Granitas Kaunas : Champion de Lituanie - HC Berchem : Champion du Luxembourg - IL Runar : Champion de Norvège - HV Aalsmeer : Vice-champion des Pays-Bas - Petrochemia Płock : Champion de Pologne - ABC Braga : Champion du Portugal - CSKA Moscou : Champion de Russie - RK Celje Pivovarna Laško : champion de Slovénie - Redbergslids IK : Champion de Suède - Pfadi Winterthur : Champion de Suisse - Dukla Prague : Champion de République tchèque - Çankaya Belediye SK : Champion de Turquie - ZTR Zaporijia : Champion d'Ukraine | - Principe Trieste : Champion d'Italie - HC Granitas Kaunas : Champion de Lituanie - HC Berchem : Champion du Luxembourg - IL Runar : Champion de Norvège - HV Aalsmeer : Vice-champion des Pays-Bas - Petrochemia Płock : Champion de Pologne - ABC Braga : Champion du Portugal - CSKA Moscou : Champion de Russie - RK Celje Pivovarna Laško : champion de Slovénie - Redbergslids IK : Champion de Suède - Pfadi Winterthur : Champion de Suisse - Dukla Prague : Champion de République tchèque - Çankaya Belediye SK : Champion de Turquie - ZTR Zaporijia : Champion d'Ukraine | - Principe Trieste : Champion d'Italie - HC Granitas Kaunas : Champion de Lituanie - HC Berchem : Champion du Luxembourg - IL Runar : Champion de Norvège - HV Aalsmeer : Vice-champion des Pays-Bas - Petrochemia Płock : Champion de Pologne - ABC Braga : Champion du Portugal - CSKA Moscou : Champion de Russie - RK Celje Pivovarna Laško : champion de Slovénie - Redbergslids IK : Champion de Suède - Pfadi Winterthur : Champion de Suisse - Dukla Prague : Champion de République tchèque - Çankaya Belediye SK : Champion de Turquie - ZTR Zaporijia : Champion d'Ukraine | - Principe Trieste : Champion d'Italie - HC Granitas Kaunas : Champion de Lituanie - HC Berchem : Champion du Luxembourg - IL Runar : Champion de Norvège - HV Aalsmeer : Vice-champion des Pays-Bas - Petrochemia Płock : Champion de Pologne - ABC Braga : Champion du Portugal - CSKA Moscou : Champion de Russie - RK Celje Pivovarna Laško : champion de Slovénie - Redbergslids IK : Champion de Suède - Pfadi Winterthur : Champion de Suisse - Dukla Prague : Champion de République tchèque - Çankaya Belediye SK : Champion de Turquie - ZTR Zaporijia : Champion d'Ukraine | - Principe Trieste : Champion d'Italie - HC Granitas Kaunas : Champion de Lituanie - HC Berchem : Champion du Luxembourg - IL Runar : Champion de Norvège - HV Aalsmeer : Vice-champion des Pays-Bas - Petrochemia Płock : Champion de Pologne - ABC Braga : Champion du Portugal - CSKA Moscou : Champion de Russie - RK Celje Pivovarna Laško : champion de Slovénie - Redbergslids IK : Champion de Suède - Pfadi Winterthur : Champion de Suisse - Dukla Prague : Champion de République tchèque - Çankaya Belediye SK : Champion de Turquie - ZTR Zaporijia : Champion d'Ukraine | - Principe Trieste : Champion d'Italie - HC Granitas Kaunas : Champion de Lituanie - HC Berchem : Champion du Luxembourg - IL Runar : Champion de Norvège - HV Aalsmeer : Vice-champion des Pays-Bas - Petrochemia Płock : Champion de Pologne - ABC Braga : Champion du Portugal - CSKA Moscou : Champion de Russie - RK Celje Pivovarna Laško : champion de Slovénie - Redbergslids IK : Champion de Suède - Pfadi Winterthur : Champion de Suisse - Dukla Prague : Champion de République tchèque - Çankaya Belediye SK : Champion de Turquie - ZTR Zaporijia : Champion d'Ukraine | - Principe Trieste : Champion d'Italie - HC Granitas Kaunas : Champion de Lituanie - HC Berchem : Champion du Luxembourg - IL Runar : Champion de Norvège - HV Aalsmeer : Vice-champion des Pays-Bas - Petrochemia Płock : Champion de Pologne - ABC Braga : Champion du Portugal - CSKA Moscou : Champion de Russie - RK Celje Pivovarna Laško : champion de Slovénie - Redbergslids IK : Champion de Suède - Pfadi Winterthur : Champion de Suisse - Dukla Prague : Champion de République tchèque - Çankaya Belediye SK : Champion de Turquie - ZTR Zaporijia : Champion d'Ukraine | - Principe Trieste : Champion d'Italie - HC Granitas Kaunas : Champion de Lituanie - HC Berchem : Champion du Luxembourg - IL Runar : Champion de Norvège - HV Aalsmeer : Vice-champion des Pays-Bas - Petrochemia Płock : Champion de Pologne - ABC Braga : Champion du Portugal - CSKA Moscou : Champion de Russie - RK Celje Pivovarna Laško : champion de Slovénie - Redbergslids IK : Champion de Suède - Pfadi Winterthur : Champion de Suisse - Dukla Prague : Champion de République tchèque - Çankaya Belediye SK : Champion de Turquie - ZTR Zaporijia : Champion d'Ukraine | - Principe Trieste : Champion d'Italie - HC Granitas Kaunas : Champion de Lituanie - HC Berchem : Champion du Luxembourg - IL Runar : Champion de Norvège - HV Aalsmeer : Vice-champion des Pays-Bas - Petrochemia Płock : Champion de Pologne - ABC Braga : Champion du Portugal - CSKA Moscou : Champion de Russie - RK Celje Pivovarna Laško : champion de Slovénie - Redbergslids IK : Champion de Suède - Pfadi Winterthur : Champion de Suisse - Dukla Prague : Champion de République tchèque - Çankaya Belediye SK : Champion de Turquie - ZTR Zaporijia : Champion d'Ukraine | - Principe Trieste : Champion d'Italie - HC Granitas Kaunas : Champion de Lituanie - HC Berchem : Champion du Luxembourg - IL Runar : Champion de Norvège - HV Aalsmeer : Vice-champion des Pays-Bas - Petrochemia Płock : Champion de Pologne - ABC Braga : Champion du Portugal - CSKA Moscou : Champion de Russie - RK Celje Pivovarna Laško : champion de Slovénie - Redbergslids IK : Champion de Suède - Pfadi Winterthur : Champion de Suisse - Dukla Prague : Champion de République tchèque - Çankaya Belediye SK : Champion de Turquie - ZTR Zaporijia : Champion d'Ukraine |
| Premier tour (6) | | | | | | | | | | | | | | | | | | | | | | | | | | | | | |
| - HC Kehra: Champion d'Estonie - Shevardeni G.T.U. Tbilissi : Champion de Géorgie - RK Borec Vélès : Champion de Macédoine | - HC Kehra: Champion d'Estonie - Shevardeni G.T.U. Tbilissi : Champion de Géorgie - RK Borec Vélès : Champion de Macédoine | - HC Kehra: Champion d'Estonie - Shevardeni G.T.U. Tbilissi : Champion de Géorgie - RK Borec Vélès : Champion de Macédoine | - HC Kehra: Champion d'Estonie - Shevardeni G.T.U. Tbilissi : Champion de Géorgie - RK Borec Vélès : Champion de Macédoine | - HC Kehra: Champion d'Estonie - Shevardeni G.T.U. Tbilissi : Champion de Géorgie - RK Borec Vélès : Champion de Macédoine | - HC Kehra: Champion d'Estonie - Shevardeni G.T.U. Tbilissi : Champion de Géorgie - RK Borec Vélès : Champion de Macédoine | - HC Kehra: Champion d'Estonie - Shevardeni G.T.U. Tbilissi : Champion de Géorgie - RK Borec Vélès : Champion de Macédoine | - HC Kehra: Champion d'Estonie - Shevardeni G.T.U. Tbilissi : Champion de Géorgie - RK Borec Vélès : Champion de Macédoine | - HC Kehra: Champion d'Estonie - Shevardeni G.T.U. Tbilissi : Champion de Géorgie - RK Borec Vélès : Champion de Macédoine | - HC Kehra: Champion d'Estonie - Shevardeni G.T.U. Tbilissi : Champion de Géorgie - RK Borec Vélès : Champion de Macédoine | - HC Kehra: Champion d'Estonie - Shevardeni G.T.U. Tbilissi : Champion de Géorgie - RK Borec Vélès : Champion de Macédoine | - HC Kehra: Champion d'Estonie - Shevardeni G.T.U. Tbilissi : Champion de Géorgie - RK Borec Vélès : Champion de Macédoine | - HC Kehra: Champion d'Estonie - Shevardeni G.T.U. Tbilissi : Champion de Géorgie - RK Borec Vélès : Champion de Macédoine | - HC Kehra: Champion d'Estonie - Shevardeni G.T.U. Tbilissi : Champion de Géorgie - RK Borec Vélès : Champion de Macédoine | - HC Kehra: Champion d'Estonie - Shevardeni G.T.U. Tbilissi : Champion de Géorgie - RK Borec Vélès : Champion de Macédoine | - Dinamo Bucarest : Championnat de Roumanie - Agro VTJ Topoľčany : Championnat de Slovaquie - Partizan Belgrade : RF Yougoslavie | - Dinamo Bucarest : Championnat de Roumanie - Agro VTJ Topoľčany : Championnat de Slovaquie - Partizan Belgrade : RF Yougoslavie | - Dinamo Bucarest : Championnat de Roumanie - Agro VTJ Topoľčany : Championnat de Slovaquie - Partizan Belgrade : RF Yougoslavie | - Dinamo Bucarest : Championnat de Roumanie - Agro VTJ Topoľčany : Championnat de Slovaquie - Partizan Belgrade : RF Yougoslavie | - Dinamo Bucarest : Championnat de Roumanie - Agro VTJ Topoľčany : Championnat de Slovaquie - Partizan Belgrade : RF Yougoslavie | - Dinamo Bucarest : Championnat de Roumanie - Agro VTJ Topoľčany : Championnat de Slovaquie - Partizan Belgrade : RF Yougoslavie | - Dinamo Bucarest : Championnat de Roumanie - Agro VTJ Topoľčany : Championnat de Slovaquie - Partizan Belgrade : RF Yougoslavie | - Dinamo Bucarest : Championnat de Roumanie - Agro VTJ Topoľčany : Championnat de Slovaquie - Partizan Belgrade : RF Yougoslavie | - Dinamo Bucarest : Championnat de Roumanie - Agro VTJ Topoľčany : Championnat de Slovaquie - Partizan Belgrade : RF Yougoslavie | - Dinamo Bucarest : Championnat de Roumanie - Agro VTJ Topoľčany : Championnat de Slovaquie - Partizan Belgrade : RF Yougoslavie | - Dinamo Bucarest : Championnat de Roumanie - Agro VTJ Topoľčany : Championnat de Slovaquie - Partizan Belgrade : RF Yougoslavie | - Dinamo Bucarest : Championnat de Roumanie - Agro VTJ Topoľčany : Championnat de Slovaquie - Partizan Belgrade : RF Yougoslavie | - Dinamo Bucarest : Championnat de Roumanie - Agro VTJ Topoľčany : Championnat de Slovaquie - Partizan Belgrade : RF Yougoslavie | - Dinamo Bucarest : Championnat de Roumanie - Agro VTJ Topoľčany : Championnat de Slovaquie - Partizan Belgrade : RF Yougoslavie | - Dinamo Bucarest : Championnat de Roumanie - Agro VTJ Topoľčany : Championnat de Slovaquie - Partizan Belgrade : RF Yougoslavie |

## Phase préliminaire

### Premier tour
| Équipe            | Aller   | Total   | Retour  | Équipe                     |
| ----------------- | ------- | ------- | ------- | -------------------------- |
| Dinamo Bucarest   | 26 – 18 | 44 – 45 | 18 – 27 | RK Borec Vélès             |
| HC Kehra          | 23 – 25 | 44 – 60 | 21 – 35 | Shevardeni G.T.U. Tbilissi |
| Partizan Belgrade | 28 – 22 | 58 – 41 | 30 – 19 | Agro VTJ Topoľčany         |

### Deuxième tour
| Équipe                   | Aller   | Total   | Retour  | Équipe                     |
| ------------------------ | ------- | ------- | ------- | -------------------------- |
| ABC Braga                | 34 – 17 | 64 – 39 | 30 – 22 | Hapoël Rishon LeZion       |
| Fotex Veszprém SE        | 31 – 20 | 67 – 33 | 36 – 13 | HC Berchem                 |
| RK Badel 1862 Zagreb     | 28 – 18 | 53 – 44 | 25 – 26 | Çankaya Belediye SK        |
| GO Gudme                 | 34 – 21 | 52 – 47 | 18 – 26 | RK Partizan Belgrade       |
| FC Barcelone             | 40 – 19 | 70 – 39 | 30 – 20 | Shevardeni G.T.U. Tbilissi |
| Montpellier Handball     | 25 – 24 | 49 – 43 | 24 – 19 | Dukla Prague               |
| CD Bidasoa               | 25 – 20 | 50 – 30 | 25 – 15 | RK Borec Vélès             |
| THW Kiel                 | 27 – 13 | 45 – 30 | 18 – 17 | Initia HC Hasselt          |
| RK Celje Pivovarna Laško | 38 – 16 | 73 – 32 | 35 – 16 | HC Lyulin Sofia            |
| AS Fílippos Véria        | 23 – 19 | 42 – 49 | 19 – 30 | ZTR Zaporijia              |
| SKA Minsk                | 34 – 24 | 61 – 46 | 27 – 22 | BK-46 Karis                |
| Valur Reykjavik          | 23 – 23 | 44 – 43 | 21 – 20 | CSKA Moscou                |
| ASKÖ Linde Linz          | 29 – 18 | 47 – 43 | 18 – 25 | Petrochemia Płock          |
| HC Granitas Kaunas       | 29 – 19 | 53 – 45 | 24 – 26 | IL Runar                   |
| Principe Trieste         | 26 – 18 | 55 – 43 | 29 – 25 | HV Fiqas Aalsmeer          |
| Pfadi Winterthur         | 24 – 16 | 42 – 42 | 18 – 26 | Redbergslids IK            |

### Huitièmes de finale
| Équipe                   | Aller   | Total   | Retour  | Équipe               |
| ------------------------ | ------- | ------- | ------- | -------------------- |
| SKA Minsk                | 26 – 23 | 47 – 51 | 21 – 28 | GO Gudme             |
| ZTR Zaporijia            | 15 – 19 | 32 – 43 | 17 – 24 | CD Bidasoa           |
| HC Granitas Kaunas       | 21 – 26 | 42 – 50 | 21 – 24 | THW Kiel             |
| ASKÖ Linde Linz          | 30 – 27 | 47 – 62 | 17 – 35 | FC Barcelone         |
| RK Celje Pivovarna Laško | 25 – 21 | 45 – 46 | 20 – 25 | RK Badel 1862 Zagreb |
| Pfadi Winterthur         | 27 – 23 | 53 – 46 | 26 – 23 | Montpellier Handball |
| Valur Reykjavik          | 25 – 23 | 50 – 52 | 25 – 29 | ABC Braga            |
| Principe Trieste         | 22 – 23 | 38 – 44 | 16 – 21 | Fotex KC Veszprém    |

## Tour principal

### Groupe A
|   | Équipe            | Pts | J | G | N | P | Bp  | Bc  | Diff |  | Résultats (dom.\ext.) |       |       |       |       |
| - | ----------------- | --- | - | - | - | - | --- | --- | ---- |  | --------------------- | ----- | ----- | ----- | ----- |
| 1 | CD Bidasoa Irún   | 8   | 6 | 4 | 0 | 2 | 154 | 136 | 18   |  | CD Bidasoa Irún       |       | 30-27 | 19-23 | 27-16 |
| 2 | THW Kiel          | 6   | 6 | 3 | 0 | 3 | 151 | 148 | 3    |  | THW Kiel              | 24-22 |       | 28-25 | 25-26 |
| 3 | Fotex KC Veszprém | 6   | 6 | 3 | 0 | 3 | 147 | 144 | 3    |  | Fotex KC Veszprém     | 28-29 | 23-21 |       | 24-20 |
| 4 | ABC Braga         | 4   | 6 | 2 | 0 | 4 | 129 | 153 | -24  |  | ABC Braga             | 18-27 | 22-26 | 27-24 |       |

### Groupe B
|   | Équipe            | Pts | J | G | N | P | Bp  | Bc  | Diff |  | Résultats (dom.\ext.) |       |       |       |       |
| - | ----------------- | --- | - | - | - | - | --- | --- | ---- |  | --------------------- | ----- | ----- | ----- | ----- |
| 1 | FC Barcelone      | 9   | 6 | 4 | 1 | 1 | 167 | 135 | 32   |  | FC Barcelone          |       | 35-24 | 26-16 | 35-23 |
| 2 | Pfadi Winterthur  | 6   | 6 | 3 | 0 | 3 | 161 | 164 | -3   |  | Pfadi Winterthur      | 29-26 |       | 30-25 | 32-23 |
| 3 | Badel 1862 Zagreb | 5   | 6 | 2 | 1 | 3 | 138 | 144 | -6   |  | Badel 1862 Zagreb     | 21-23 | 29-23 |       | 26-21 |
| 4 | GO Gudme          | 4   | 6 | 1 | 2 | 3 | 136 | 159 | -23  |  | GO Gudme              | 22-22 | 26-23 | 21-21 |       |

## Finale
Finale aller
| 20 avril 1996 18h30 | FC Barcelone                  | 23 – 15  | CD Bidasoa Irún                  | Palau Blaugrana, Barcelone, Espagne Affluence : 8 500 Arbitrage : François Garcia Jean-Pierre Moréno |
| 20 avril 1996 18h30 | Mateo Garralda, Enric Masip 5 | (11 – 8) | Ricardo Marin, Nenad Peruničić 4 | Palau Blaugrana, Barcelone, Espagne Affluence : 8 500 Arbitrage : François Garcia Jean-Pierre Moréno |
| 20 avril 1996 18h30 | ×3 ×1                         | Rapport  | ×3 ×1                            | Palau Blaugrana, Barcelone, Espagne Affluence : 8 500 Arbitrage : François Garcia Jean-Pierre Moréno |

Finale retour
| 19 avril 1998 19h00 | CD Bidasoa Irún                                  | 23 – 23   | FC Barcelone                   | Polideportivo Artaleku, Irun, Espagne Affluence : 3 000 Arbitrage : Fritz Rudin Roger Schill |
| 19 avril 1998 19h00 | Nenad Peruničić 6, Inaki Ordonez, Arman Rubino 4 | (10 – 14) | Enric Masip 8 Mateo Garralda 5 | Polideportivo Artaleku, Irun, Espagne Affluence : 3 000 Arbitrage : Fritz Rudin Roger Schill |
| 19 avril 1998 19h00 | ×3 ×6                                            | Rapport   | ×1 ×6                          | Polideportivo Artaleku, Irun, Espagne Affluence : 3 000 Arbitrage : Fritz Rudin Roger Schill |

## Les champions d'Europe
| Vainqueur de la Ligue des champions de l'EHF 1995-1996 FC Barcelone 2e titre |

L'effectif du FC Barcelone était :
| Gardiens de but - David Barrufet - Tomas Svensson - Albert Forcada Arrières - Iñaki Urdangarín - Papitu - Mateo Garralda - Jesús Olalla | Demi-centres - Enric Masip - Xavier O'Callaghan Ailiers - Fernando Barbeito - Rafael Guijosa - Antonio Carlos Ortega - Manuel Bago - David Barbeito | Pivots - Andrei Xepkin - Juancho Pérez - Óscar Andrade Entraîneur - Valero Rivera |